# Juglans cinerea
El nogal blanco americano (Juglans cinerea) es una especie de nogal originaria del este de América del Norte, desde el sur de Quebec hacia el oeste hasta Minnesota, hacia el sur hasta el norte de Alabama y al sudoeste hasta el norte de Arkansas. Está ausente de la mayor parte del Sur de los Estados Unidos.

## Descripción
Es un árbol caducifolio que crece hasta los 20 m de alto, raramente 30 m, y 40–80 cm de longitud del tallo, con una corteza gris claro. Las hojas son pinnadas, 40–70 cm de largo, con 11-17 hojuelas, cada una 5–10 cm de largo y 3–5 cm de ancho. Toda la hoja es pubescente, y de un color verde algo más brillante y amarillento que muchas otras hojas de los árboles. Las flores son inconspicuos amentos verde amarillento producidos en primavera al mismo tiempo que aparecen las nuevas hojas. El fruto es una nuez, producido en racimos de 2-6 juntos; la nuez es ovoide oblonga, 3–6 cm de largo y 2–4 cm de ancho, rodeado por una cáscara verde antes de la madurez a mediados del otoño. Crece rápidamente, pero dura bastante poco para un árbol, raramente supera los 75 años.

## Usos
La semilla comercial comienza su producción a los 20 años y es óptima desde los 30 años hasta los 60 años. Las buenas cosechas se puede esperar cada 2 a 3 años, con cultivos durante años intermedios. El nogal blanco es más valorada por sus nueces que por su madera. Los frutos secos son comidos por los seres humanos y animales. Las nueces se suelen utilizar en la cocción y hacer dulces, con una textura aceitosa y sabor agradable.
Madera
La madera de nogal blanco es ligera de peso y toma bien el pulido, es altamente resistente a la pudrición, pero es mucho más suave que el nogal negro. Barnizado o encerado, la veta de la madera por lo general muestra gran cantidad de matices. A menudo se utiliza para hacer muebles, y es un favorito de los talladores de madera.
Tintura de telas
La corteza y las cáscaras de la nuez  fueron a menudo utilizadas para teñir tela de colores entre amarillo claro y de color marrón oscuro. Para producir los colores más oscuros, la corteza se hierve para concentrar el color. Parece que nunca se han utilizado como un colorante comercial, sino más bien se utilizó para colorear telas de andar por casa.
En la mitad del siglo XIX, los habitantes de zonas como el sur de Illinois y el sur de Indiana - muchos de los cuales se había trasladado allí desde el sur de Estados Unidos - eran conocidos como "butternuts" de andar por casa el paño de nogal teñido que algunos de ellos llevaban. Más tarde, durante la guerra civil americana, el término "butternut" se aplicó a veces a los soldados Confederados. Algunos uniformes confederados aparentemente desaparecieron de gris a un color marrón a marrón claro. También es posible que la nuez fuera utilizada para dar color a la tela usada por un pequeño número de soldados confederados. El parecido de estos uniformes a Butternut teñido de ropa, y la asociación de tinte butternut con la ropa hecha en casa, dio lugar a esta apodo burlón.
Medicinal
La corteza tiene leves  propiedades catárticas  y se utilizaba medicinalmente en lugar de la jalapa, un catártico más caro importado de México.
Durante la Revolución Americana, se utilizó un extracto de nogal hecho de la corteza interna del árbol en un intento de prevenir la viruela, y para el tratamiento de la disentería y otros malestares de estómago e intestinales.

## Taxonomía
Juglans cinerea fue descrita por Carlos Linneo y publicado en Systema Naturae, Editio Decima 2: 1272. 1759.
Etimología
Juglans; nombre genérico que procede del término latíno Juglans que deriva de Jovis glans, "bellotas de Júpiter": figuradamente, una nuez apropiada para un dios.
cinerea: epíteto latíno que significa "de color ceniza".
Sinonimia
- Nux cinerea (L.) M.Gómez
- Wallia cinerea (L.) Alef.[12]